# Țigăncușa de la iatac
Țigăncușa de la iatac este un film românesc din 1923 regizat de Alfred Halm. Rolurile principale au fost interpretate de actorii Petre Sturdza, Leon Lefter, Elvira Popescu.

## Distribuție
Distribuția filmului este alcătuită din:
- Ștefan Petrescu-Muscă — Agachi
- Maria Vecera — Smaranda Trotușanu
- Tantzi Elvass — Dochița
- Grigore Mărculescu — Matei Trotușan
- Leon Lefter — Vasile Hortopan
- Dorina Heller — Anica
- Petre Sturdza — Sandu Hortopan
- Ion Finteșteanu
- Ion Iancovescu — Grigore
- Elvira Popescu — Maria Trotușanu
- Jean Georgescu
- Marcel Enescu[2]